# Setaria palmifolia
Espèce
Classification phylogénétique
La sétaire à feuilles de palmier (Setaria palmifolia) est une espèce de plantes monocotylédones de la famille des Poaceae (graminées), originaire d'Asie tempérée et tropicale.
Setaria palmifolia est une plante herbacée vivace, cultivée parfois comme céréale secondaire pour ses graines, mais surtout comme plante ornementale.
Elle s'est répandue, souvent à la suite d'introductions volontaires, notamment dans les îles du Pacifique et en Australie. Elle est parfois considérée comme une plante envahissante.

## Distribution
L'aire de répartition originelle de Setaria palmifolia comprend une partie de l'Asie tempérée (Chine, Taïwan, Japon) et de l'Asie tropicale (sous-continent indien, Indochine, Malaisie, Philippines, Papouasie, îles Salomon).
L'espèce s'est répandue en Afrique occidentale tempéré (Maroc) et tropicale (Guinée équatoriale), en Australasie (Australie et Nouvelle-Zélande), dans les îles du Pacifique sud-ouest (Fidji, Samoa) et nord central (Hawaï), en Amérique du Nord (Mexique), en Amérique centrale (Belize, Costa Rica, El Salvador, Guatemala, Honduras, Nicaragua, Panamá) et dans les Caraïbes (Cuba, République dominicaine, Haïti, Jamaïque, Îles du Vent, Porto Rico, Trinité-et-Tobago), en Amérique du Sud (Brésil, Colombie, Équateur, Venezuela).
C'est une espèce qui présente une certaine rusticité (à - 5 °C), si bien que la plante s'acclimate assez facilement, souvent même considérée comme envahissante. Son introduction est interdite dans certains pays.

## Description
De croissance rapide, elle peut atteindre 150 à 200 cm de hauteur (dans une région au climat adéquat).
Les feuilles ressemblent à celles d'un cocotier, lancéolées, larges, jusqu'à 12 cm, plissées, qui se recourbent gracieusement, portées sur de courtes tiges au port érigé sur les tiges les plus anciennes, alors que les jeunes pousses sont fines et retombantes.
À la floraison, la plante produit des épis floraux en de légères inflorescences blanches, mais sans grand intérêt visuel.

## Utilisation
- Plante exotique ornementale pour ses grandes feuilles vertes qui évoquent des feuilles de palmier.
- Alimentation humaine : culture vivrière en Papouasie-Nouvelle-Guinée, ses feuilles sont consommées comme légume-feuille et ses graines comme du riz souvent comme succédané de cette céréale.

## Taxinomie
L' espèce a été décrite initialement par le botaniste allemand Koenig  et publiée  en 1788  (Der Naturforscher (Halle) 23: 208) sous le nom de Panicum palmifolium (ainsi que sous les variantes Panicum palmaefolium et Panicum palmifolia.
Elle a été rattachée en 1857 une première fois au genre Setaria sous le nom de Setaria lenis par le botaniste néerlandais Miquel (Flora van Nederlandsch Indie, iii. 468.).
Elle a reçu par la suite d'autres noms dans les genres Agrostis, Panicum, Chaetochloa, Chamearaphis et Setaria.
Selon certains auteurs, « cette espèce variable se rapproche de Setaria plicata d'un côté et de Setaria poiretiana de l'autre » et pour d'autres la première serait une forme appauvrie de Setaria palmifolia.

### Liste des variétés
Selon Tropicos (2 juillet 2016) (Attention liste brute contenant possiblement des synonymes) :
- variété Setaria palmifolia var. blepharoneuron (A. Braun) Veldkamp
- variété Setaria palmifolia var. palmifolia